# Нова Бжезьниця
Нова Бжезьниця (пол. Nowa Brzeźnica) — село в Польщі, у гміні Нова Бжезниця Паєнчанського повіту Лодзинського воєводства.
Населення — 732 особи (2011).
У 1975-1998 роках село належало до Ченстоховського воєводства.

## Демографія
Демографічна структура станом на 31 березня 2011 року:
|          | Загалом | Допрацездатний вік | Працездатний вік | Постпрацездатний вік |
| -------- | ------- | ------------------ | ---------------- | -------------------- |
| Чоловіки | 344     | 52                 | 255              | 37                   |
| Жінки    | 388     | 71                 | 224              | 93                   |
| Разом    | 732     | 123                | 479              | 130                  |